# Novo Machado
Novo Machado är en kommun i Brasilien.   Den ligger i delstaten Rio Grande do Sul, i den södra delen av landet, 1 500 km sydväst om huvudstaden Brasília. Antalet invånare är 3 927.
Trakten runt Novo Machado består till största delen av jordbruksmark. Runt Novo Machado är det ganska glesbefolkat, med 32 invånare per kvadratkilometer.